# Hella von Sinnen
Hella von Sinnen (eredetileg Hella Kemper) (Gummersbach, Észak-Rajna-Vesztfália, 1959. február 2. –) német humorista, televíziós személyiség.

## Élete
Hella von Sinnen színház-, film- és televízió-tudományt, valamint német nyelv és irodalmat és pedagógiát tanult Kölnben. Diákévei alatt egy darabig együtt lakott színész- és humoristatársával, Dirk Bach-hal, akivel annak 2012-ben bekövetkezett haláláig számos műsorban szerepelt együtt.
Széles körű ismertséget 1988-tól kezdve szerzett az Alles nichts oder?! című televíziós műsorral, amely az RTL kereskedelmi csatornán volt látható. Ismertetőjelévé mindig más és más színpompás, extravagáns ruhakölteményei váltak, amelyekben felbukkant a műsorban.
2003 óta rendszeresen szerepel a SAT1 tv-csatornán a Genial daneben című vicces műsorban, saját cégén keresztül pedig maga is ötleteket dolgoz ki a televízió számára.
A közismerten leszbikus Hella von Sinnen 2015-ig Cornelia Scheellel, Walter Scheel egykori szövetségi elnök (1974–1979) örökbefogadott leányával élt együtt Kölnben, és ott igen aktív melegjogi aktivistának számított. 2017 áprilisa óta moderálja a ComicTalkot a Massengeschmack-TV fizetős online portálon. 